# Gilberto Gerald
Gilberto R. Gerald (Ciudad de Panamá, 27 de noviembre de 1950), más conocido como Gil, es un activista, ensayista y arquitecto afropanameño. Es conocido por su activismo en materia de VIH/sida y por los derechos LGBT en Estados Unidos.

## Vida
Gerald nació el 27 de noviembre de 1950, en Ciudad de Panamá. Se crio allí antes de mudarse a Ghana, Trinidad y Tobago, y luego finalmente a Estados Unidos a los 17 años, donde completó la escuela secundaria.  Salió del armario como hombre gay mientras estudiaba arquitectura en el Instituto Pratt de la ciudad de Nueva York, donde era presidente de una fraternidad.
Gerald nació en una familia de tres hermanos. Su padre es Alfred Nelson Gerald, ex Inspector General de Salud de la República de Panamá y exfuncionario de la OPS, y su madre es Dorothy Whiteman Gerald. Roque Gerald, ex director de la Agencia de Servicios para Niños y Familias de Washington D. C., es uno de sus hermanos menores. Su hermano mayor, Alpha Gerald, falleció en agosto de 1985. Su familia hablaba tanto español como inglés mientras él crecía.
Después de un proceso de cuatro años, Gerald se convirtió en ciudadano naturalizado de los Estados Unidos en 1980.
Gerald se jubiló en 2016 y vive en Palm Springs, California, con su esposo, Jeff. Desde 2024 se encuentra escribiendo unas memorias sobre su vida y su activismo.

## Activismo
Después de graduarse del Instituto Pratt con una licenciatura en arquitectura, Gerald se mudó a Washington D. C. y trabajó como arquitecto. Se involucró con organizaciones activistas locales después de sentirse inspirado por un encuentro casual con ABilly S. Jones-Hennin.
Gerald fue cofundador de la Coalición Nacional de Lesbianas y Gais Negros (NCBLG) en 1978 (inicialmente llamada Coalición Nacional de Gais Negros), junto con otros activistas, entre ellos ABilly S. Jones-Hennin, Darlene Garner, Delores P. Berry, Louis Hughes, la reverenda Renee McCoy y John Gee. El objetivo de la organización era apoyar los intereses de las personas negras gais y lesbianas, ya que muchas organizaciones LGBT les discriminaban.
En 1979, Gerald y la NCBLG organizaron la Conferencia Nacional de Lesbianas y Gais del Tercer Mundo durante la primera Marcha en Washington por los Derechos de Lesbianas y Gais.
En 1983, Gerald fue elegido director ejecutivo de NCBLG. Organizó una sentada de protesta en la oficina del delegado de Washington Walter Fauntroy cuando los organizadores del 20.º aniversario de la Marcha en Washington de 1963 se resistieron a incluir a las organizaciones LGBT. Esta protesta y los arrestos de los activistas Ray Melrose, Melvin Boozer, Phil Pannell y Gary Walker atrajeron la atención de figuras de los derechos civiles como Coretta Scott King, Joseph Lowery y Benjamin Hooks. Junto con la activista Virginia Apuzzo, Gerald ayudó a garantizar que Audre Lorde hablara en la marcha. Posteriormente, King respaldó públicamente la inclusión de los homosexuales y las lesbianas en la Ley de Derechos Civiles de 1964.
En 1986, la NCBLG celebró la Conferencia Nacional sobre el sida en la Comunidad Negra en el centro de convenciones de DC, lo que resultó en la creación del Consejo Nacional de Minorías sobre el sida en 1987, que Gerald fundó junto con activistas como Carl Bean y Craig G. Harris.
Durante la Conferencia Nacional sobre el sida en la Comunidad Negra, Gerald (con activistas como Suki Ports y Carl Bean) habló durante dos horas y media con C. Everett Koop, el Cirujano General de Estados Unidos, quien previamente no había sido consciente del impacto desproporcionado del sida en las comunidades racializadas. Esta conversación dio lugar a ampliaciones al informe de Koop, Entendiendo el SIDA, que se envió por correo a todos los hogares del país en 1988.
Ese mismo año, Gerald abandonó la NCBLG, que se disolvió unos años más tarde. Sobre la disolución, Gerald dijo que creía que la organización simplemente no había sido diseñada para abordar los problemas del VIH/sida. El Consejo Nacional de Minorías sobre el sida sigue en funcionamiento.
Gerald fue director de asuntos de minorías de la Red Nacional del sida en Washington D. C., centrándose en las necesidades de las personas negras y homosexuales que viven con VIH/sida. Durante este tiempo, habló como educador sobre el sida en la comunidad gay en múltiples ocasiones.
Después de mudarse a Los Ángeles, en 1989, Gerald se convirtió en el director ejecutivo del Consejo Nacional de Minorías sobre el sida cuando Carl Bean renunció.
Gerald continuaría siendo un organizador destacado dentro de las organizaciones de VIH/sida y LGBT en California, incluido el Proyecto sida de Los Ángeles, Gentlemen Concerned y la Coalición Negra sobre sida.
Fundó la firma de consultoría LGBT Gil Gerald & Associates, Inc. en 1991, que ayudó a organizaciones sin fines de lucro y agencias gubernamentales con temas LGBT hasta la jubilación de Gerald en 2016.

## Escritura y apariciones
La obra de Gerald, "The Trouble I've Seen" (1987), está incluida en Freedom in This Village: Twenty-Five Years of Black Gay Men's Writing, 1979 to the Present , una antología de literatura gay negra de 2005 escrita por E. Lynn Harris. Sus escritos y ensayos han aparecido en otras antologías y revistas, incluidas varias relacionadas con el activista y escritor Joseph Beam, así como en la revista Black/Out del NCBLG.
Una de sus presentaciones que Gerald hizo durante su estancia en la Red Nacional del sida en Washington D. C., realizada en un seminario en el Centro de Salud y Ciencia de SUNY en Brooklyn, fue adaptada en un artículo y publicada en el Journal of the National Medical Association en abril de 1989.
En enero de 2024, Gerald apareció en un episodio del podcast Blindspot de WNYC Studios titulado Mourning in America junto a personas como Valerie Reyes-Jimenez, Phill Wilson y el Dr. Anthony Fauci para discutir la historia de la crisis del VIH/sida.